# Wendy Windham
Wendy Windham (Los Angeles, 13 gennaio 1967) è una showgirl statunitense.
È stata particolarmente attiva in Italia per tutti gli anni '90, partecipando a diverse trasmissioni televisive grazie al suo personaggio, caratterizzato da un forte accento italo-americano.

## Biografia
Di famiglia paterna imparentata con George Gordon Jefferson (fratello maggiore del celebre attore Stan Laurel), Wendy Windham esordisce nella tv italiana nel 1991, prendendo parte al fianco del trio comico I Trettré al varietà Raimondo e le altre, in onda in prima serata per otto settimane al martedì su Rai 1. Nell'estate dello stesso anno cura una rubrica comica all'interno del programma quotidiano in onda in access prime su Canale 5 TG delle vacanze, durante la quale, con il suo caratteristico accento italo-americano, spiega alle donne come difendersi dai playboy e offre al pubblico delle curiose previsioni del tempo.
Nell'autunno del 1991 entra a far parte del cast dello show del sabato sera di Canale 5 Sabato al circo, condotto da Gerry Scotti, e recita il ruolo di Julie nella sitcom Casa dolce Casa al fianco di Gianfranco D'Angelo e Alida Chelli. 
Nell'estate del 1992 torna a curare alcuni spazi comici all'interno del TG delle vacanze. Successivamente prende parte alla seconda stagione della sitcom Casa dolce Casa ed appare in qualità di ospite fissa nello show Dido... menica, versione riveduta e "scorretta" del quiz Il gioco dei 9 in onda alla domenica su Italia 1 dal 1º novembre al 3 gennaio 1993. Nella primavera dello stesso anno, sempre su Italia 1 affianca Gigi e Andrea nella striscia preserale Ma mi faccia il piacere. Il 28 aprile, insieme a Kay Rush e Susanna Messaggio, affianca Gerry Scotti nella conduzione dello special Gran galà della musica, in onda su Canale 5. Tra il 1993 e il 1994 recita nella terza ed ultima stagione della sitcom Casa dolce Casa. 
Nella primavera del 1994 torna su Rai 1 per affiancare Paolo Bonolis nello show I cervelloni, esperienza che ripete anche nella primavera del 1995 e del 1996. In quest'ultima edizione appare però soltanto dalla quarta puntata, in seguito al repentino abbandono di una giovanissima Michelle Hunziker, che decise di lasciare il programma poiché non soddisfatta del suo ruolo. Nell'estate del 1994 ritrova il gruppo comico de I Trettré con i quali conduce un'edizione estiva de Il gioco delle coppie, in onda a mezzogiorno su Rete 4 con il titolo Il gioco delle coppie Beach. Nell'autunno dello stesso al fianco di Bonolis è la conduttrice di Miss Italia nel mondo, in onda in prima serata su Rai 1, esperienza che ripete, sempre insieme al conduttore romano, anche nel 1995 e 1996. Nella stagione 1995-1996 affianca Giancarlo Magalli alla conduzione della versione serale de I fatti vostri dal titolo I fatti vostri - Piazza Italia di sera e nella conduzione della maratona benefica Telethon. Il sodalizio con Magalli si ripete anche nei primi mesi del 1997 con la conduzione della quarta edizione de I cervelloni. Nella primavera del 1997 torna su Canale 5 per condurre insieme a Paolo Bonolis lo show di prima serata Il gatto e la volpe. 
Nell'autunno dello stesso anno è per il quarto anno alla guida di Miss Italia nel mondo, questa volta al fianco di Carlo Conti, e conduce insieme a Teo Teocoli lo show di Rai 1 Faccia tosta. Nel 1998 è una delle partner femminili di Daniele Piombi al Premio Regia Televisiva, mentre in autunno conduce la quinta ed ultima edizione de I cervelloni al fianco di Giancarlo Magalli. Nella notte del 31 dicembre 1998 è uno dei volti di Mezzanotte, angeli in piazza, lo spettacolo di Rai 1 che accompagna il pubblico verso il 1999. Questo programma sarà il suo ultimo impegno televisivo come conduttrice. Successivamente prende parte come ospite ai programmi di Canale 5 Ciao Darwin (2000) e La sai l'ultima? (2001-2002). Dal 2002 si ritira a vita privata negli USA, a Miami, Florida.

## Vita privata
Dal 1994 al 1998 è stata fidanzata con Ferruccio De Lorenzo, nipote dell'ex ministro della sanità Francesco. Nei primi anni 2000 ha conosciuto il costruttore Jeff Safchik, che ha poi sposato. La coppia non ha figli.

## Filmografia

### Cinema
- Omicidio a luci blu, regia di Alfonso Brescia (1991)
- Gratta e vinci, regia di Ferruccio Castronuovo (1996)

### Televisione
- L'Odissea, regia di Beppe Recchia – film TV (1991)
- Casa dolce casa – serie TV (1991-1994)
- Un medico in famiglia – serie TV, episodio 1x06 (1998)

### Pubblicità
- Balocco (1995-1996)
- Tim (1997)

## Teatro
- Scondominio Italia, regia di Pierfrancesco Pingitore (1994)

## Programmi TV
- Raimondo... e le altre (Rai 1, 1991)
- Il TG delle vacanze (Canale 5, 1991-1992)
- Sabato al circo (Canale 5, 1991)
- Il Circo delle Stelle (Canale 5, 1992)  concorrente
- Simpaticissima (Canale 5, 1992, 1994) concorrente
- Dido... menica (Italia 1, 1992-1993)
- Gran Gala della Musica (Canale 5, 1993)
- Ma mi faccia il piacere... (Italia 1, 1993)
- I cervelloni (Rai 1, 1994-1998)
- Miss Italia nel mondo (Rai 1, 1994-1997)
- Il Gioco delle Coppie Beach (Rete 4, 1994)
- I fatti vostri - Piazza Italia di sera (Rai 2, 1995-1996)
- Telethon (Rai 1, Rai 2, 1995)
- Il gatto e la volpe (Canale 5, 1997)
- Faccia tosta (Rai 1, 1997)
- Premio Regia Televisiva (Rai 1, 1998)
- Mezzanotte, angeli in piazza (Rai 1, 1998-1999)